# 마릴린 맨슨
브라이언 휴 워너(영어: Brian Hugh Warner, 1969년 1월 5일 ~ )는 마릴린 맨슨(영어: Marilyn Manson)이라는 이름으로 활동하고 있는 미국의 가수, 작곡가, 음악가, 배우, 화가, 작가, 음악 평론가다. 밴드 마릴린 맨슨의 리드 싱어로서의 논란적 무대 개성과 이미지로 알려져 있다. 그가 소속된 이 밴드는 기타리스트 데이지 버코위츠와 그가 공동 창립했고 맨슨은 여전히 원년 멤버로 남아있다. 그의 무대 이름은 미국의 팝 컬쳐 아이콘 두 명(배우 마릴린 먼로와 컬트 지도자 찰스 맨슨)의 이름을 조합하고 병기한 것이다.
1990년대 자기 밴드의 음반으로 유명하며, 그중 《Antichrist Superstar》와 《Mechanical Animals》는 그의 대중적 이미지와 더불어 그를 주류 매체에서 논란의 중심적 인물이자 젊은 사람들에게 부정적인 영향을 주는 인물이라는 평판을 쌓는데 일조한다. 미국 내에서 밴드의 음반 세 장을 플래티넘으로, 또 세 장을 골드로 등극시켰고, 밴드의 여덟 장의 음반을 톱 10으로 데뷔시켰으며 이중 둘은 차트 정상에 올랐다. 《히트 퍼레이드》의 톱 100 헤비 메탈 보컬리스트에서 44위에 올랐고, 그래미상에 후보로 오른 바 있다.
1997년 데이비드 린치의 《로스트 하이웨이》 출연으로 영화 배우 경력을 시작해 현재까지 여러 번 조역 및 카메오로 등장했다. 마이클 무어의 정치 다큐멘터리 《볼링 포 콜럼바인》과 인터뷰를 가진 그는 1999년 컬럼바인 총기 난사 사건의 동기에 대해서, 그리고 그의 음악이 과연 그 요인이 될 수 있었는지에 대해 논의했다. 2002년 9월 13일 ~ 14일에는 그로테스크의 황금시대(The Golden Age of Grotesque)라는 그의 첫 예술공연이 로스앤젤레스 동시대 전시장 건물에서 열렸다. 맨슨은 2010년 데이비드 린치와 예술가의 협업으로 진행되고 호주 비엔나 쿤스트할레 화랑에서 열린, 계보의 고통(Genealogies of Pain)으로 명명된 전시회에서 20점의 일련의 그림을 공개했다.
맨슨은 유년기에 어머니의 강요로 성공회 미션스쿨에 다녔으나, 성경과 학교에서의 가르침에 반감을 가지고 니체의 영향을 받아 반기독교 사상을 가지게 되었다. 현재 그가 교회에 다니며 헌금을 꼬박꼬박 낸다는 이야기가 있는데 이는 확인되지 않은 소문에 불과하다. 또한 맨슨이 밴드 결성 초기에 그가 사탄교의 교주 안톤 라베이를 만나 사탄교의 목사 칭호를 받은 것은 사실이나 이와 상관없이 아무런 종교도 믿지 않는 무신론자이다.

## 음반목록
정규앨범
- Portrait of an American Family (1994)
- Antichrist Superstar (1996)
- Mechanical Animals (1998)
- Holy Wood (In the Shadow of the Valley of Death) (2000)
- The Golden Age of Grotesque (2003)
- Eat Me, Drink Me (2007)
- The High End of Low (2009)
- Born Villain (2012)
- The Pale Emperor (2015)
- Heaven Upside Down (2017)
- We Are Chaos (2020)
- One Assassination Under God - Chapter 1 (2024)